# Nieuwe Herengracht 143
Nieuwe Herengracht 143 is een voormalig tehuis en voormalig kraakpand in Amsterdam. Het rijksmonument bestaat uit een dubbel huis met zandstenen gevel, gelegen tegenover het Wertheimpark.

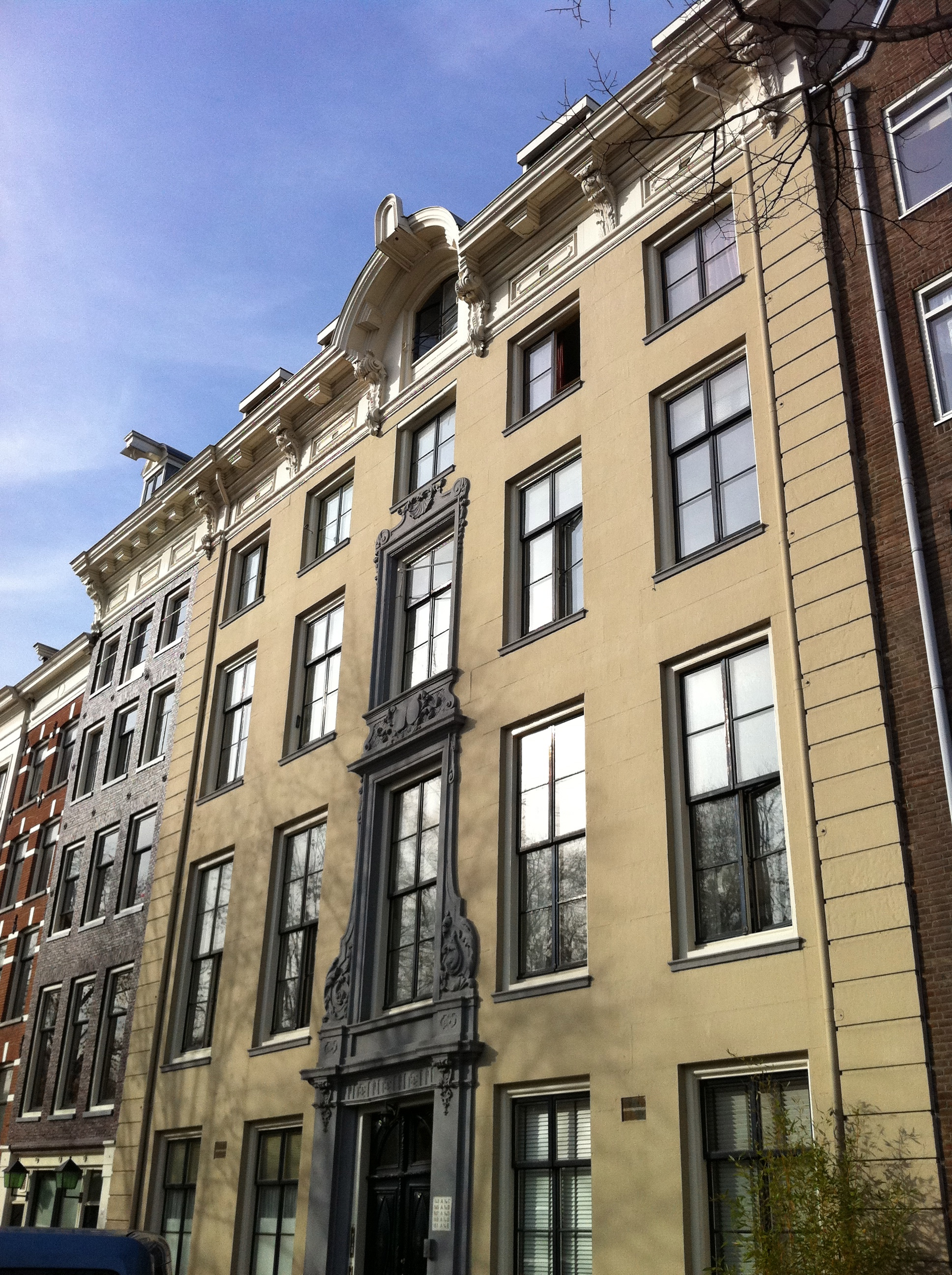
Nieuwe Herengracht 143

## Bouwrijp
In januari 1682 verkocht de stad Amsterdam 126 erven op het terrein langs de Nieuwe Herengracht tussen de Muiderstraat en de Rapenburgerstraat. De erven wisselden verschillende keren van eigenaar voordat ze werden bebouwd. De Amsterdamse koopman Jacob Abrabanel wist vier onbebouwde erven langs de nieuwe gracht schuin tegenover de 'middellaan van de plantage' te bemachtigen. Op 17 januari 1720 werd hij eigenaar van de erven 31 en 32 door aankoop van de grond van landmeter Maurits Walraven voor 6000 guldens. Deze had de erven geërfd door het overlijden van zijn vader Andries Fransz Walraven. Deze meestertimmerman, die carrière had gemaakt onder architect Adriaan Dortsman, had een aantal huizen gebouwd achter de Nieuwe Herengracht aan de Rapenburgerstraat. Omdat deze huizen hun waterlozing kregen door erf 31, werden er aan verkoop verschillende voorwaarden gesteld. Op 16 februari 1720 werden ook de erven 33 en 34 overgedragen aan Jacob Abrabanel.

## Bouw in 1720
Op deze vier erven verrezen het brede woonhuis (tegenwoordig nr. 143) en de smalle panden ernaast. Door notaris Van Achthoven werd een akte van bestek opgemaakt die op 10 april 1720 werd getekend door Jacob Abrabanel en twee dagen later door meestermetselaar Gerrit Treur. Het grote huis zou minstens vijf secreten krijgen, de kleine huizen ieder een. Achter de plaat van de kookkeuken in het grote huis zou een ketel komen om altijd warm water te hebben. Alleen het grote huis zou een hardstenen gevel krijgen. Het riool, dat op het erf nog van hout was, zou tot de wal van steen gemetseld worden. Abrabenels huizen werden in 1724 getaxeerd als volbouwd.

## Buurpanden voor kinderen
Vermoedelijk liet hij het grote huis voor zichzelf bouwen en de twee kleine huizen voor zijn dochters en schoonzonen. Zijn twee dochters Ribca en Simcha trouwden met de twee oudste zonen van zijn broer. Omdat de ene al snel de bruidsschat van zijn vrouw erdoorheen joeg, en op 1 avond een speelschuld van 100.000 gulden wist te maken, werd de bruidsschat van de ander pas na de dood van haar vader uitgekeerd. Het paar woonde zolang bij hem in met een jaargeld van 2500 gulden.

## Verkocht

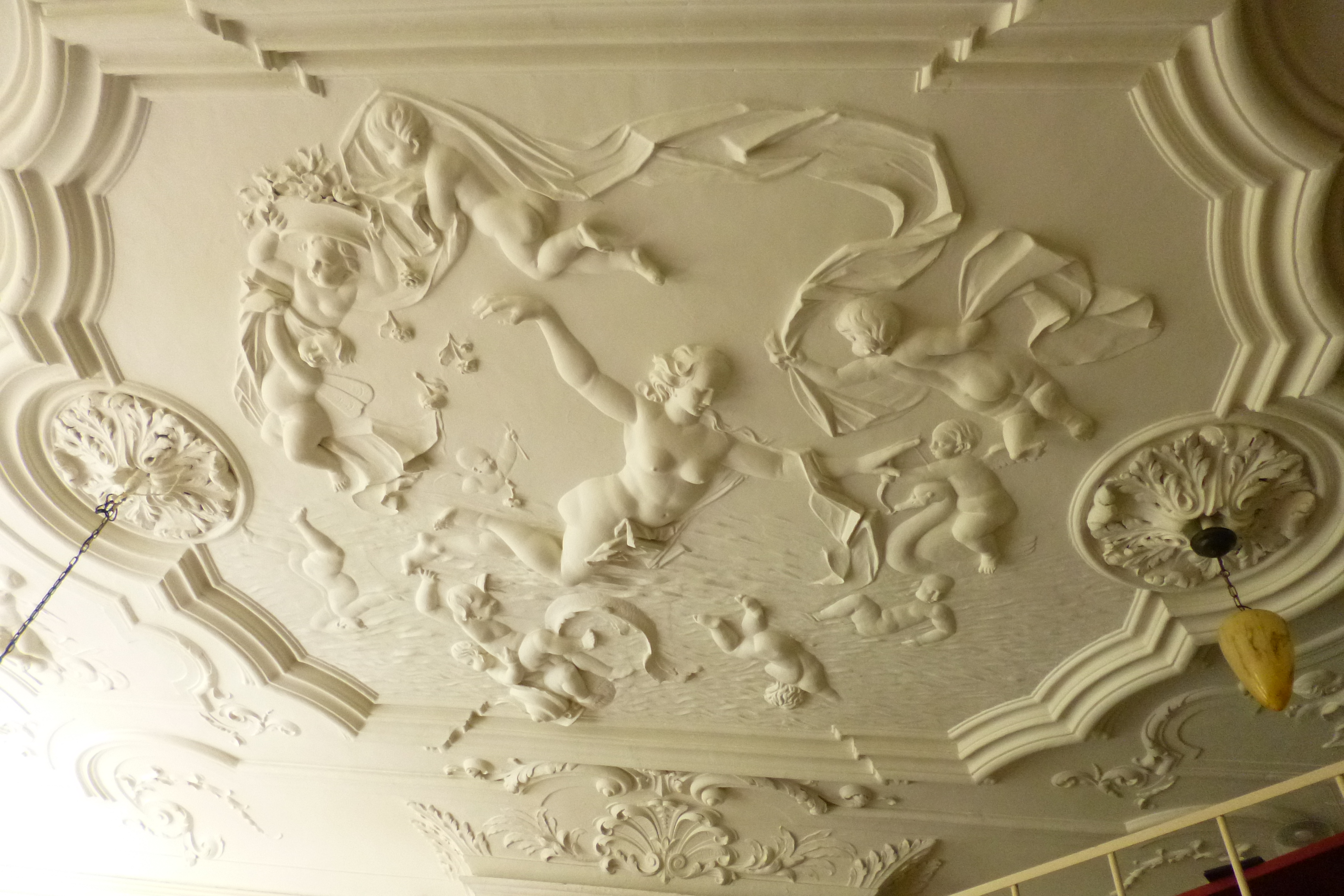
Nieuwe Herengracht 143 plafond door Jan van Logteren

In 1735 verkocht hij de drie panden aan de Nieuwe Herengracht voor 67.500 gulden aan David Mendes da Silva. Diens weduwe liet het complex na aan haar dochter Rebecca, die gehuwd was met de koopman Joseph Suasso de Lima. Die verkocht het grote huis in 1771 aan de broers Levin Salomons. Het grote huis werd tot 1806 bewoond door Isaac David Salomons. Daarna werd het pand eigendom van de stad Amsterdam.
Daarna heeft Auguste de Marmont, hertog van Ragusa en maarschalk in het leger van Napoleon, nog enige tijd in het pand gewoond. In 1813 raakte hij gewond bij de Slag bij Leipzig. In dit pand herstelde hij daarna. Ditzelfde pand heeft vanaf 1818 tot 1826 gediend als Wees- en Oudeliedenhuis van de Hersteld-Evangelische Lutherse Kerk, waarna het weer als woning in gebruik werd genomen.

## Willem Hovy
Tussen 1877 en 1900 heeft de heer Willem Hovy er gewoond, de eigenaar van brouwerij De Gekroonde Valk op de Hoogte Kadijk. In zijn huis vonden in december 1877 de eerste besprekingen plaats met een groep orthodox-protestantse christenen over de mogelijkheid een gereformeerde universiteit te stichten. Het leidde in 1880 tot de oprichting van de Vrije Universiteit Amsterdam.

## Afrikaansch Tehuis
Tussen 1900 en 1902 diende het als opvanghuis voor ballingen uit de Boerenoorlog. Het stond toen bekend als Die Afrikaansch Tehuis.

## Tehuis voor Ouden van Dagen
Op 26 september 1902 werd het pand Nieuwe Herengracht 143 officieel als Tehuis voor Ouden van Dagen in gebruik genomen door de Diaconie van de Gereformeerde gemeente. Begin 1950 deed het bestuur van het Tehuis voor Oude van Dagen een voorstel aan de diaconie om een nieuw tehuis voor Oude van Dagen te stichten omdat het oude tehuis ontoereikend was en niet voldeed aan de eisen van de tijd. In de vergadering van 16 mei 1950 werd dan ook besloten om een Stichting in het leven te roepen die tot doel had het inrichten en onderhouden van een nieuw Tehuis voor Ouden van Dagen, dit in samenwerking met andere Gereformeerde Diaconieën van Burgerlijk Amsterdam. Dit zou uiteindelijk in 1951 resulteren in de oprichting van de "Gereformeerde Stichting voor huisvesting en verzorging van bejaarden".

## Huize Horizont
De stichting ging over tot het bouwen van een nieuw tehuis voor Oude van dagen 'De Schutse'. Het bestaande tehuis werd ingericht als verpleegtehuis en heette voortaan (vanaf 1952) "Huize Horizont". Tegelijkertijd speelde de diaconie met de gedachte een tweede verpleegtehuis te realiseren; deze gedachte resulteerde uiteindelijk in de bouw van het verpleegtehuis "De Poort" aan de Hugo de Grootkade.

## Gesloten in 1978
Uiteindelijk begon het pand gebreken te vertonen. In de jaren zestig werd het pand van binnen en buiten gerestaureerd en uitgebreid. Begin jaren zeventig werden Huize Horizont en het inmiddels aan de Hugo de Grootkade gebouwde verpleeghuis De Poort ondergebracht in de 'Gereformeerde Stichting voor de verpleging van bejaarden en langdurig zieken'. In 1974 bleek het pand aan de Nieuwe Herengracht 143 niet meer aan de, destijds, moderne eisen te voldoen. De bewoners sliepen op de zalen, en hadden een gemeenschappelijke woonkamer. In 1978 werd het tehuis daadwerkelijk gesloten. Momenteel maken de opvolgers van dit voormalige tehuis deel uit van Amsta.

## Gekraakt in 1980
Na anderhalf jaar leegstand werd het pand gekraakt in 1980. Het behoorde tot het eerste cluster kraakpanden dat de gemeente Amsterdam begin jaren tachtig aankocht om te verbouwen tot jongerenhuisvesting. Er kwam in overleg met de bewoners een renovatieplan met 20 zelfstandige HAT-eenheden. De renovatie kwam gereed in 1985-1986.
De krakers gaven het aan het begin van de jaren tachtig van de 20e eeuw de naam Huize Avondrood, zoals het nu nog bekendstaat.

## Woningcorporatie
Het Gemeentelijk Woningbedrijf Amsterdam, dat het complex vanaf de tweede helft van de jaren tachtig verhuurde, werd in 1994 geprivatiseerd in de Stichting Het Woningbedrijf Amsterdam. Tussen 2004 en 2014 fuseerde deze stichting met woningcorporaties in Amsterdam, Almere, Haarlem, Haarlemmermeer, Weesp en Noord-Kennemerland tot de huidige Stichting Ymere. De woningen en bedrijfsruimten in Huize Avondrood worden daardoor tegenwoordig verhuurd door deze woningcorporatie.